# Municipio de Selma (Minnesota)
El municipio de Selma (en inglés: Selma Township) es un municipio ubicado en el condado de Cottonwood en el estado estadounidense de Minnesota. En el año 2010 tenía una población de 193 habitantes y una densidad poblacional de 2,07 personas por km².

## Geografía
El municipio de Selma se encuentra ubicado en las coordenadas 44°3′52″N 94°55′11″O / 44.06444, -94.91972. Según la Oficina del Censo de los Estados Unidos, el municipio tiene una superficie total de 93.17 km², de la cual 93,17 km² corresponden a tierra firme y (0 %) 0 km² es agua.

## Demografía
Según el censo de 2010, había 193 personas residiendo en el municipio de Selma. La densidad de población era de 2,07 hab./km². De los 193 habitantes, el municipio de Selma estaba compuesto por el 94,3 % blancos, el 1,04 % eran amerindios, el 2,59 % eran de otras razas y el 2,07 % eran de una mezcla de razas. Del total de la población el 7,77 % eran hispanos o latinos de cualquier raza. Había 84 viviendas, de las cuales el 22,6% tenía niños menores de 18 viviendo en ellas, 66,7% tenían parejas casadas viviendo juntas, 7,1% tenían una mujer soltera, y 23,8% no tenían familias como habitantes.